# Sobennikoffia

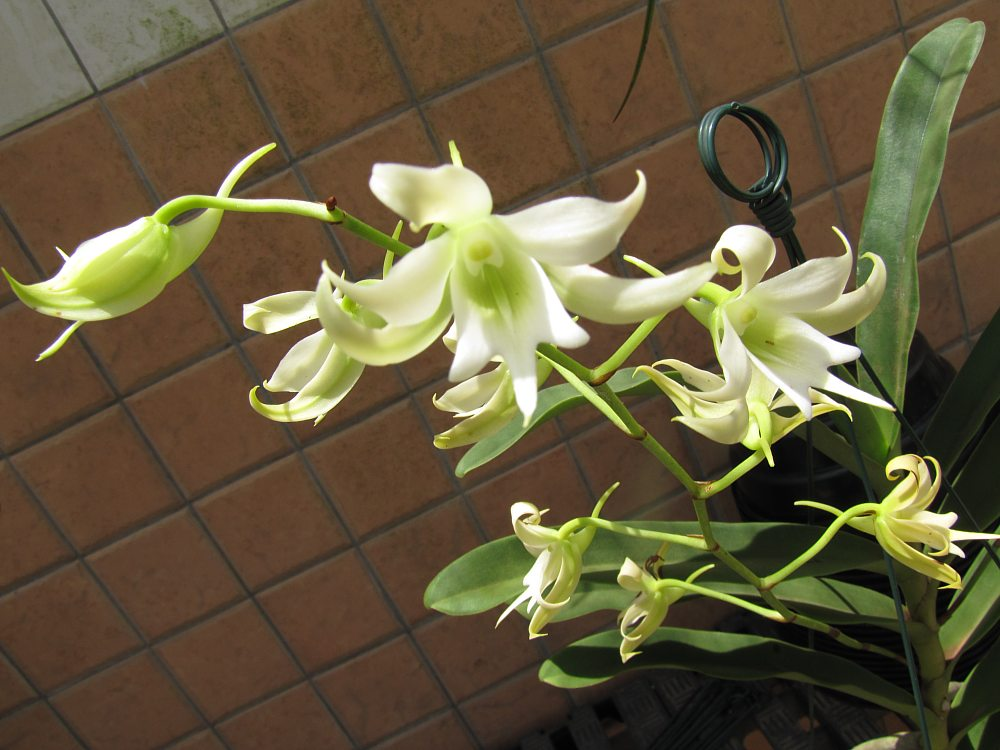
Sobennikoffia humbertiana, inflorescência e planta.

Sobennikoffia é um gênero botânico pertencente à família das orquídeas (Orchidaceae). É composto por cerca de quatro robustas espécies endêmicas de Madagascar.

## Etimologia
O nome deste gênero é uma homenagem que Rudolf Schlechter fez  a seu sogro, cujo sobrenome era Sobennikoff.

## Distribuição
Todas as espécies provém de Madagascar, onde são endêmicas. Das quatro espécies, a Sobennikoffia humbertiana e a Sobennikoffia robusta são bem conhecidas e estabelecidas; das outras duas espécies aceitas, a Sobennikoffia fournieriana foi descrita por Kraenzlin a partir de uma planta cultivada, jamais encontrada na natureza; finalmente, a Sobennikoffia poissoniana foi encontrada apenas duas vezes e é similar à Sobennikoffia robusta porém menor.

## Descrição
São plantas epífitas ou litófitas, monopodiais, sempre robustas, de médias a grandes, com folhas verde escuras espessas.  As inflorescências costumam ser múltiplas, comportando poucas ou muitas flores brancas, levemente esverdeadas, com labelo afunilado. Apresentam longo nectário por trás do labelo.

## Histórico
A primeira planta descrita que hoje pertence a este gênero foi o Angraecum fournierianum, como dissemos acima, descrito por Kraenzlin em 1894 a partir de uma planta em cultivo, nunca encontrada na natureza; a segunda, o foi por Schlechter, em 1913, a Oeonia robusta.
Em 1925, quando revisava o grupo gêneros de aparentados com Aerangis e Angraecum, Schlechter chegou à conclusão de que estas plantas eram diferentes o suficiente para merecerem ser classificadas em gênero à parte e propôs o estabelecimento do gênero Sobenikkoffia.
As duas plantas restantes já foram descritas por Perrier originalmente neste gênero: a Sobenikkoffia humbertiana em 1938, e a Sobenikkoffia poissoniana em 1951.
Estudos moleculares mostram que as espécies de Sobenikoffia estão bem mais próximas de Angraecum que de Aerangis.